# Carl Gangolf Kaiser

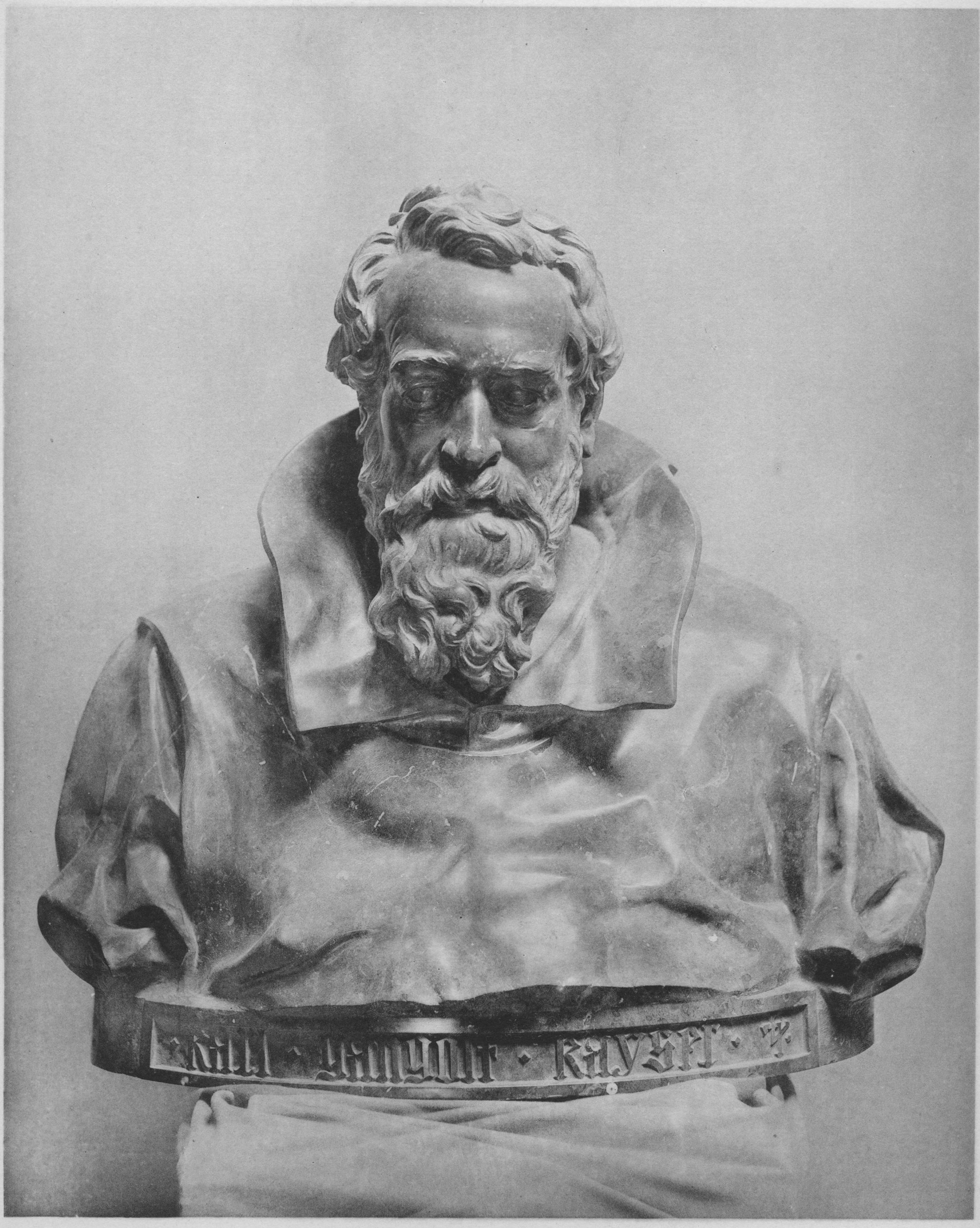
Busto-retrato de Kaiser por Viktor Tilgner.

Carl Gangolf Kaiser, alternativamente Carl Gangolph Kayser (Viena, 12 de febrero de 1837 - Inzersdorf, 2 de septiembre de 1895), fue un arquitecto austriaco.

## Vida
Carl Gangolf Kaiser se matriculó en la clase de escultura en la Academia de Bellas Artes de Viena y en la de Múnich. No se sabe a ciencia cierta si de hecho estudió arquitectura aunque participó como oyente en las clases de Friedrich von Schmidt en Viena. Se especializó en arquitectura medieval y neogótica.
Después de varios viajes de estudio, acompañó al Archiduque Fernando Maximiliano de Austria a México, donde se desempeñó de 1866 a 1867 como arquitecto de la corte para el entonces Emperador Maximiliano. Carl Gangolf Kaiser continuó con los trabajaos realizados en Chapultepec y el Palacio Nacional por los arquitectos Julius Hofmann y Ramón Rodríguez Arangoiti. Aunque en realidad no tuvo tiempo de hacer mucho debido a la caída del imperio. 
Luego de la caída del Imperio regresó a Austria y participó en la restauración del Palacio Auersperg en Viena y de varios castillos en la Baja Austria, como por ejemplo el Castillo de Kreuzenstein para el conde Juan Nepomuceno de Wilczek en colaboración con Humbert Walcher, el Castillo de Liechtenstein y el Castillo de Seebarn.
Murió el 2 de septiembre de 1895 en el manicomio de Inzersdorf.
En el castillo de Kreuzenstein se halla un busto-retrato de Kaiser hecho por el escultor Viktor Tilgner por orden del Conde de Wilczek, mientras que un vaciado en yeso del busto se encuentra en el Museo Histórico de la Ciudad de Viena.

## Galería

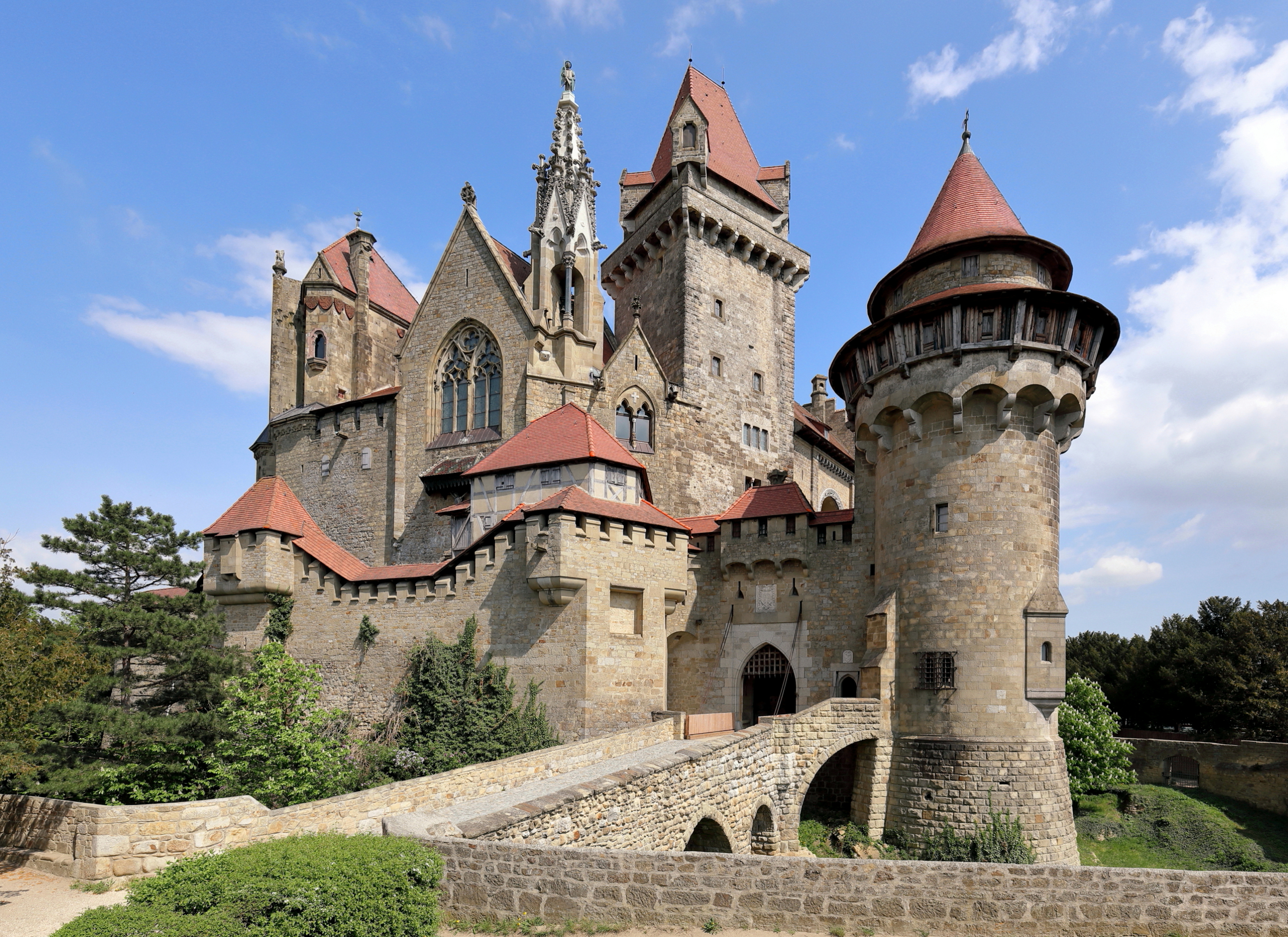
Castillo de Kreuzenstein
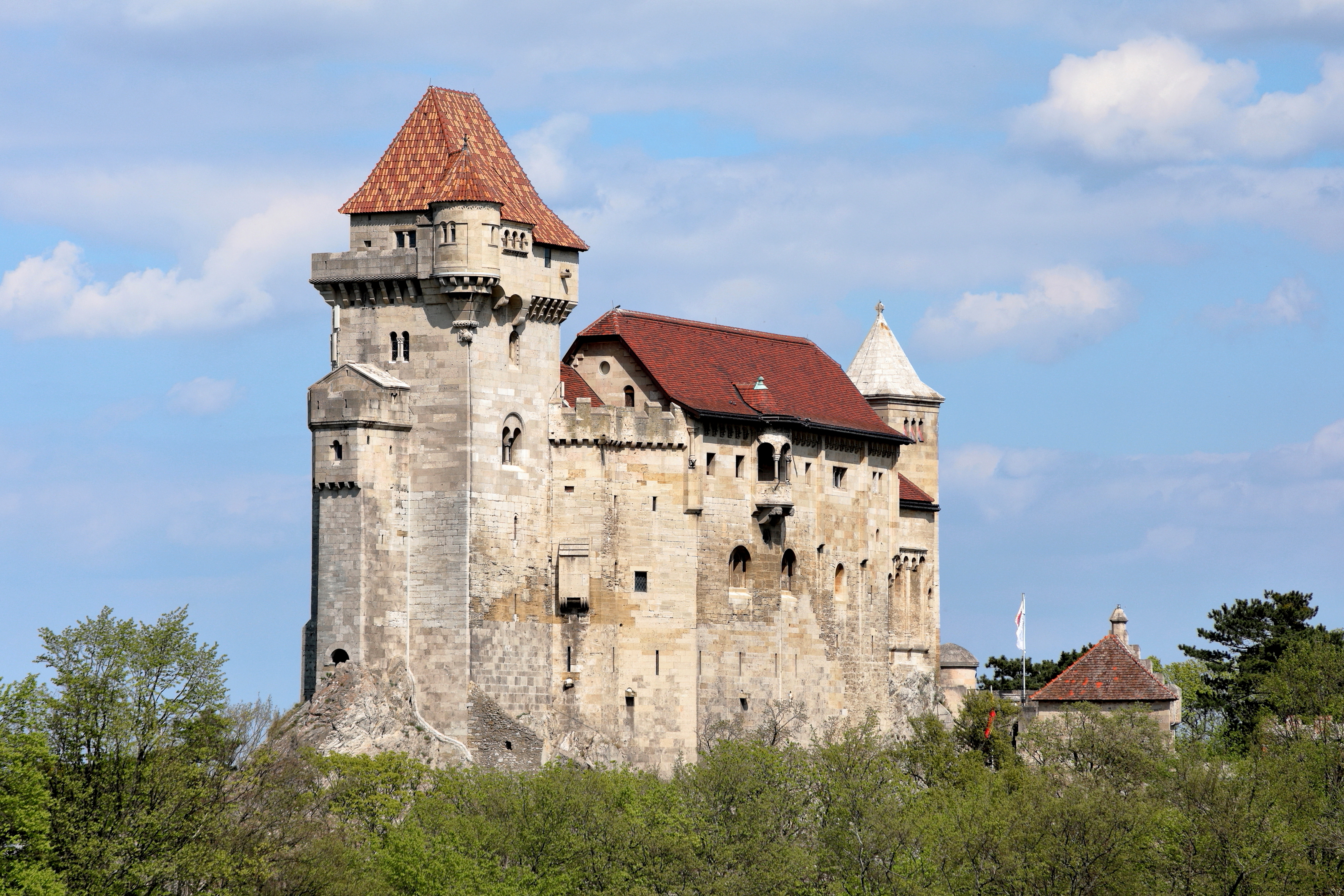
Castillo de Liechtenstein
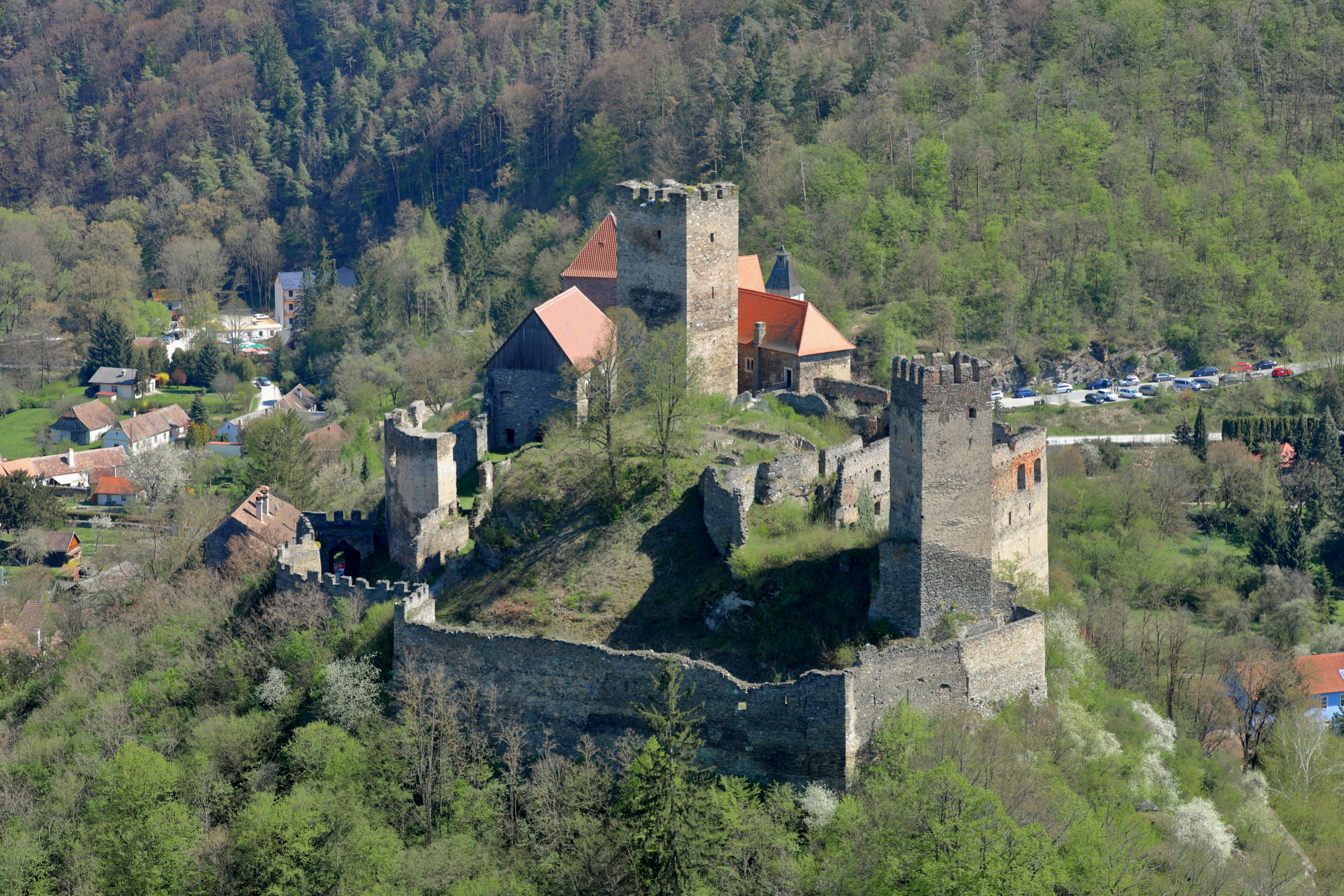
Castillo de Hardegg
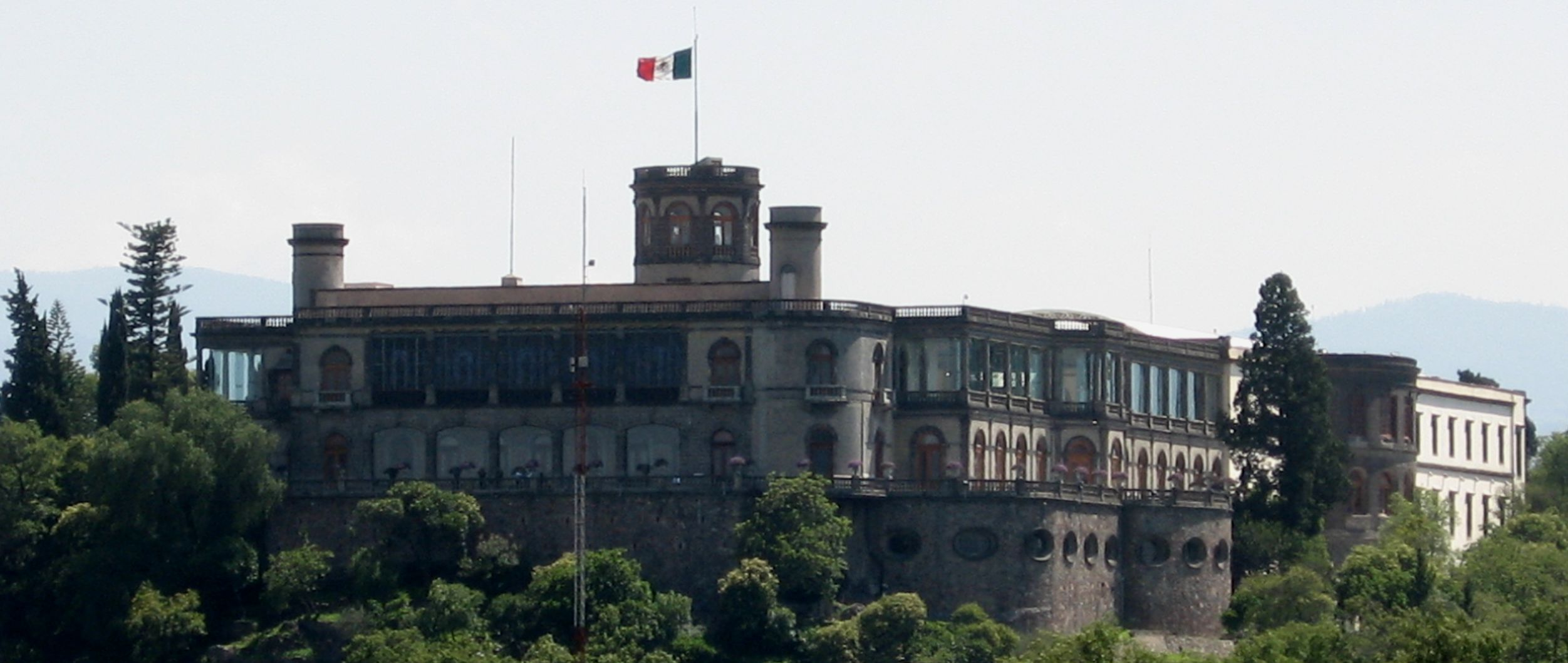
Castillo de Chapultepec, México